# Serra de Santo António
Serra de Santo António is een plaats (freguesia) in de Portugese gemeente Alcanena en telt 726 inwoners (2001).